# Primera División 2010 (vrouwenvoetbal Uruguay)
Het seizoen 2010 van de Primera División was het veertiende seizoen van de hoogste Uruguayaanse vrouwenvoetbalcompetitie. Het seizoen liep van september tot december 2020. Club Nacional de Football veroverde haar derde landstitel.

## Teams
Er namen oorspronkelijk veertien ploegen deel aan de Primera División tijdens het seizoen 2010. Elf daarvan hadden vorig seizoen ook meegedaan en CA Juventud, La Luz FC en IA Sud América debuteerden in de Primera División. Ten opzichte van vorig seizoen ontbraken Albion FC, CSD Huracán Buceo en CSD Villa Española. Later besloten La Luz en recordkampioen Rampla Juniors FC toch niet deel te nemen aan de competitie. Daardoor ging de Primera División uiteindelijk met twaalf ploegen van start.
| Club                      | Stad        | Vorig seizoen |
| ------------------------- | ----------- | ------------- |
| CA Bella Vista            | Montevideo  | 6e            |
| CA Cerro                  | Montevideo  | 4e            |
| Colón FC                  | Montevideo  | 7e            |
| CA Fénix                  | Montevideo  | 9e            |
| Huracán FC                | Montevideo  | 14e           |
| CA Juventud               | Las Piedras | Geen deelname |
| La Luz FC                 | Montevideo  | Geen deelname |
| Montevideo Wanderers FC   | Montevideo  | 8e            |
| Club Nacional de Football | Montevideo  | 3e            |
| Rampla Juniors FC         | Montevideo  | 2e            |
| CA River Plate            | Montevideo  | 1e            |
| CD San Francisco          | Las Piedras | 13e           |
| IA Sud América            | Montevideo  | Geen deelname |
| Udelar                    | Montevideo  | 10e           |

## Competitie-opzet
De Primera División werd voor het seizoen 2010 gespeeld in een halve competitie. In tegenstelling tot de vorige seizoenen - toen alle ploegen het tweemaal tegen elkaar speelden - werd nu gekozen voor een enkele ontmoeting tussen de ploegen. Dit had mede te maken met het Zuid-Amerikaans kampioenschap voetbal vrouwen onder 20 dat in het voorjaar van 2010 werd gespeeld, de vele wedstrijden die vorig seizoen nodig waren om een kampioen te kronen en een wijziging in de autoriteiten van de Uruguayaanse voetbalbond.

### Kwalificatie voor internationale toernooien
Het seizoen 2010 gold als kwalificatie voor de Zuid-Amerikaanse Copa Libertadores Femenina van 2011. De landkampioen mocht meedoen aan dat toernooi, dat in november 2011 in São José dos Campos (Brazilië) werd gespeeld.

## Competitie
Titelverdediger CA River Plate had vorig seizoen in dertig wedstrijden maar een nederlaag geleden. Dit jaar verloren ze hun derde wedstrijd tegen Colón FC met 2–1 en dolven ze later ook het onderspit tegen Club Nacional de Football (6–3). Die tweede nederlaag voor River Plate betekende voor de Tricolores hun zesde zege in zeven wedstrijden (enkel Huracán FC slaagde erin om Nacional op remise te houden) en nog maar hun eerste tegendoelpunten van het seizoen. Ook in het restant van het seizoen bleef Nacional dominant: ze wonnen hun resterende wedstrijden en werden ongeslagen kampioen. River Plate eindigde op de tweede plek met zes punten minder.
Debutant IA Sud América had na vijf wedstrijden spelen nog geen enkel punt en alle wedstrijden gingen met minimaal vier doelpunten verschil verloren. Vervolgens kwamen ze tegen CA Juventud niet opdagen, waardoor Juventud de wedstrijd met forfaitcijfers (2–0) won. Sud América trok zich daarna terug uit de competitie en alle overige tegenstanders kregen ook een 2–0 overwinning bijgeschreven in de speelronde dat ze Sud América hadden moeten treffen.
Niet alle wedstrijden werden uiteindelijk gespeeld: de wedstrijden van CA Bella Vista tegen Juventud en Montevideo Wanderers FC vonden geen doorgang en ook het treffen tussen CD San Francisco en Huracán werd niet meer gespeeld. Colón FC werd uiteindelijk derde, maar Montevideo Wanderers en Bella Vista hadden ook nog de derde plaats kunnen behalen als ze hun resterende wedstrijden hadden gespeeld en gewonnen.

### Uitslagen
| Uitploeg →                | CABV  | CAC   | CFC   | CAF   | HFC   | CAJ   | MWFC   | CNdF  | CARP  | CDSF  | IASA   | UdlR  |
| Thuisploeg ↓              | CABV  | CAC   | CFC   | CAF   | HFC   | CAJ   | MWFC   | CNdF  | CARP  | CDSF  | IASA   | UdlR  |
| ------------------------- | ----- | ----- | ----- | ----- | ----- | ----- | ------ | ----- | ----- | ----- | ------ | ----- |
| CA Bella Vista            |       | 0 – 0 | 3 – 1 |       |       |       | –      | 0 – 1 |       | 5 – 1 |        | 3 – 1 |
| CA Cerro                  |       |       |       | 3 – 1 |       | 1 – 0 |        |       |       | 2 – 0 | 2 – 0  | 0 – 1 |
| Colón FC                  |       | 3 – 1 |       |       | 0 – 3 | 3 – 1 | 0 – 0  | 2 – 5 | 2 – 1 |       |        |       |
| CA Fénix                  | 3 – 2 |       | 0 – 4 |       | 3 – 1 | 0 – 1 |        |       |       | 1 – 1 |        |       |
| Huracán FC                | 0 – 1 | 1 – 1 |       |       |       |       |        | 0 – 0 | 2 – 3 |       |        | 0 – 0 |
| CA Juventud               | –     |       |       |       | 4 – 1 |       | 1 – 1  | 0 – 3 |       |       | 2 – 0  |       |
| Montevideo Wanderers FC   |       | 1 – 1 |       | 6 – 1 | 4 – 2 |       |        | 2 – 3 | 4 – 4 |       |        |       |
| Club Nacional de Football |       | 1 – 0 |       | 6 – 0 |       |       |        |       | 6 – 3 |       | 16 – 0 | 9 – 0 |
| CA River Plate            | 4 – 2 | 4 – 3 |       | 7 – 0 |       | 6 – 1 |        |       |       |       | 2 – 0  | 3 – 2 |
| CD San Francisco          |       |       | 0 – 6 |       | –     | 3 – 5 | 0 – 12 | 0 – 8 | 0 – 4 |       | 5 – 1  |       |
| IA Sud América            | 0 – 5 |       | 0 – 2 | 0 – 2 | 0 – 9 |       | 0 – 2  |       |       |       |        | 0 – 6 |
| Udelar                    |       |       | 2 – 4 | 0 – 0 |       | 0 – 4 | 0 – 5  |       |       | 0 – 0 |        |       |

### Eindstand
|     | Club                      | Sp. | W  | G | V  | Pnt. | DV | DT | DS  |
| --- | ------------------------- | --- | -- | - | -- | ---- | -- | -- | --- |
| 01. | Club Nacional de Football | 11  | 10 | 1 | 0  | 31   | 58 | 7  | +51 |
| 2.  | CA River Plate            | 11  | 8  | 1 | 2  | 25   | 41 | 22 | +19 |
| 3.  | Colón FC                  | 11  | 7  | 1 | 3  | 22   | 27 | 16 | +11 |
| 4.  | Montevideo Wanderers FC   | 10  | 5  | 4 | 1  | 19   | 37 | 12 | +25 |
| 5.  | CA Bella Vista            | 9   | 5  | 1 | 3  | 16   | 21 | 11 | +10 |
| 6.  | CA Juventud               | 10  | 5  | 1 | 4  | 16   | 19 | 18 | +1  |
| 7.  | CA Cerro                  | 11  | 4  | 3 | 4  | 15   | 14 | 12 | +2  |
| 8.  | CA Fénix                  | 11  | 3  | 2 | 6  | 11   | 11 | 31 | –20 |
| 9.  | Huracán FC                | 10  | 2  | 3 | 5  | 9    | 19 | 16 | +3  |
| 10. | Udelar                    | 11  | 2  | 3 | 6  | 9    | 12 | 28 | –16 |
| 11. | CD San Francisco          | 10  | 1  | 2 | 7  | 5    | 10 | 44 | –34 |
| 12. | IA Sud América            | 11  | 0  | 0 | 11 | 0    | 1  | 53 | –52 |

### Legenda
| Kleur | Kwalificatie voor               |
| ----- | ------------------------------- |
|       | Copa Libertadores Femenina 2011 |

| Winnaar Primera División 2010      |
| ---------------------------------- |
| Club Nacional de Football 3e titel |

#### Topscorers
Martina González van kampioen Club Nacional de Football werd topscorer met 15 doelpunten.
| №  | Speelster               | Club(s)                   | Goals |
| -- | ----------------------- | ------------------------- | ----- |
| 1. | Martina González        | Club Nacional de Football | 15    |
| 2. | Paola María Medina      | Club Nacional de Football | 14    |
| 3. | Carolina Birizamberri   | CA Bella Vista            | 11    |
| 4. | Jennifer Clara          | CA River Plate            | 10    |
| 4. | Florencia Camila Correa | Club Nacional de Football | 10    |
| 4. | Lourdes Fleitas         | Montevideo Wanderers FC   | 10    |

### Fairplayklassement
Udelar won het fairplayklassement.
1997 · 1998 · 1999 · 2000 · 2001 · 2002 · 2003 · 2004 · 2005 · 2006 · 2007 · 2008 · 2009 · 2010 · 2011 · 2012 · 2013 · 2014 · 2015 · 2016 · 2017 · 2018 · 2019 · 2020 · 2021